# Airlock
Pour les articles homonymes, voir Airlock (homonymie).
Airlock est un groupe belge de Trip hop composé de Pierre Mussche, Ernst W.Meinrath, Renaud Charlier et de Liesje Sadonius (ex-Hooverphonic) au chant. La voix du groupe était à la base la chanteuse Esra Tasasiz.

## Historique
C'est en novembre 1997 que Esra Tasasiz, née en Écosse, vient vivre à Bruxelles. Un jour un ami lui présente Pierre Mussche, Ernst W. Meinrath et Renaud Charlier connu sous le nom de Musicom, trois professionnels des studios qui composent des musiques de films et de publicités.
Le groupe décide alors en plus de la composition de B.O. de composer un premier album. Pendant l'enregistrement ils font la connaissance d'Olivier Van Hoofstadt qui leur demande de composer la musique de son film Parabellum. Le groupe accepte et utilise certains morceaux qui se retrouveront plus tard sur leur premier album ainsi que quelques inédits pour créer la B.O. du film.
Après cela le groupe sort enfin en 2001 son premier album intitulé Drystar sous le prestigieux label One little indian qui avait remarqué leur travail dans le film Parabellum. Cet album leur permettra de tourner dans différents clubs belges afin de se faire connaitre du grand public, au même moment le groupe travaille déjà sur la composition du deuxième album.
En 2004 sort enfin Symptomatic, le tant attendu deuxième album du groupe. Cet album est beaucoup plus abouti que le premier et leur permet de donner plusieurs concerts et de défendre plus de chansons sur scène. Il faudra noter que pendant l'enregistrement de ce deuxième album, leur studio avait pris feu détruisant tout leur travail et les forçant à tout recommencer.
Un an après le groupe compose la B.O du documentaire « The long journey home » et en 2006 il compose la B.O. du film The room.
Actuellement le groupe travaille sur son troisième album avec l'aide de leur nouvelle chanteuse Liesje Sadonius, connue pour avoir été la première chanteuse du groupe Hooverphonic.

## Discographie